# Monika Dannemann
Monika Dannemann (* 24. Juni 1945 in Düsseldorf; † 5. April 1996 in Seaford, East Sussex) war eine deutsche Eiskunstlauftrainerin und die letzte Lebensgefährtin des bekannten Rockgitarristen Jimi Hendrix. Sie ist Autorin der Biografie The Inner World of Jimi Hendrix (1995) und galt innerhalb der Rockmusikszene als Groupie.

## Leben
Dannemann lernte Hendrix am 12. Januar 1969 nach einem Konzert in Düsseldorf kennen. Die Nacht vom 17. zum 18. September 1970 verbrachte Hendrix im Apartment Dannemanns im Londoner Samarkand Hotel, 22 Lansdowne Crescent, wo er abends eine hohe Dosis ihrer Schlaftabletten einnahm. Dannemann fand ihn am frühen Morgen bewusstlos. 
Nachdem Jimi Hendrix gestorben war, gab sie viele Interviews in ihrem Haus in Seaford, Sussex. Sie besuchte auch die Hendrix-Familie in Seattle. In einem Artikel des The Independent schreibt die Autorin Mary Braid: 

„Sie hat immer behauptet – trotz gegenteiliger Beweise –, dass sie ein 18-monatiges Verhältnis sowie Verlobung mit Hendrix hatte.“

1976 lernte sie Uli Jon Roth kennen, der damals Gitarrist der Scorpions war. Auf der Scorpions-LP Taken by Force von 1977 findet sich das Stück We’ll Burn the Sky, dessen Text Dannemann schrieb. Sie lebte 17 Jahre, bis 1993, mit ihm zusammen. Sie trat auch als Malerin in Erscheinung, unter anderem für Plattencover von Roth.
1996 wurde Dannemann in ihrem mit Abgasen gefüllten Wagen tot aufgefunden, zwei Tage nachdem sie einen Gerichtsprozess gegen eine andere ehemalige Hendrix-Freundin, Kathy Etchingham, verloren hatte. Dort wurde sie schuldig gesprochen wegen Missachtung des Gerichts aufgrund fortgesetzter Verleumdungen. 
Ihr Tod wurde als Suizid klassifiziert. Roth widmete ihr sein Orchesterwerk Requiem for an Angel (1996–1998).

## Buchveröffentlichung
- 1995: The Inner World of Jimi Hendrix, London: Bloomsbury/St Martins Press ISBN 0-7475-2314-2

## Auftritte in Dokumentarfilmen
- 1973: Jimi Hendrix (Regie: Joe Boyd)
- 1990: Jimi Hendrix (Regie: Christoph Felder)